# سابرینا لو بوف
سابرینا لو بوف (انگلیسی: Sabrina Le Beauf؛ زادهٔ ۲۱ مارس ۱۹۵۸) بازیگر اهل کشور ایالات متحده آمریکا است.